# سسکان بیشه
سسکان بیشه یا سسکان دم‌پهن (نام علمی: Cettiidae) نام یک تیره از راسته گنجشک‌سانان است.